# Ал-Шабаб
Харакат ал-Шабаб ал-Муджахидин (ХШМ, на арабски: حركة الشباب المجاهدين), в превод „Муджахидинско младежко движение“, по-известно само като ал-Шабаб (на арабски: الشباب, в превод „Младежите“) е терористично крило на войнствената ислямистка организация ал-Кайда, базиращо се в Сомалия. Официално е признато през 2012 година. Към 2012 година групировката контролира големи площи от южната част на страната, където по някои сведения е наложила строгото спазване на шариата. Войсковият потенциал към май 2011 година е около 14 426 войника. През февруари 2012 г. водачите на ал-Шабаб имат противоречия относно съюза с ал-Кайда и бързо губят контрола си.

## История
Групата израства от Ислямския съюз на съдилищата, която се разделя на няколко по-малки фракции след поражението си от 2006 г. от Сомалийското Преходно федерално правителство (ПФП) и военните съюзници на ПФП от Етиопия. Ал-Шабаб описва себе си като водеща джихад срещу „враговете на исляма“ и води битки с ПФП и Мисията в Сомалия на Африканския съюз (АМИСОМ). Обвинявайки чуждоземните организации в задни мисли, за членовете на групировката се твърди, че са заплашвали, отвличали и убивали помощни работници, което води до прекратяването на хуманитарните операции и извеждането на лицата, занимаващи се с облекчаване на военното положение. Групировката е обявена за терористична организация от няколко западни правителства и служби за сигурност.
В началото на август 2011 година войниците на ПФП и техните съюзници от АМИСОМ успяват, по някои сведения, в превземането на Могадишу от войниците на ал-Шабаб. В резултат на едно от последните засушавания и убийството на високо поставени лица в организацията, в ал-Шабаб настъпват идеологически разцепления. Ал-Шабаб е враждебно настроена към суфистките традиции и често води сблъсъци с войнствената суфистка групировка Ахлу Суна Уалджама.
На 13 октомври 2011 г. в Кения Ал-Шабаб отвлича двама служители на неправителствената организация „Лекари без граници“, граждани на Испания. Те са работили в сомалийски бежански лагер, където днес живеят около 500 хиляди души. В отговор „Лекари без граници“ частично преустановява дейността си в Кения.
На 16 октомври 2011 г. кенийската армия стартира операция „Линда Нчи“ срещу Ал-Шабаб в резултат на което колони от военна техника преминават границата със Сомалия. Целта на нападението, както твърдят кенийските власти, е да изгонят Ал Шабаб от граничните райони и да попречат на бойците да навлязат на кенийска територия. Ислямистите заплашват да отмъстят на Кения на нейна територия, ако тя не изтегли войските си от Сомалия. Ал-Шабаб обявяват „джихад“ срещу кенийските военни, които заедно със силите на сомалийското правителство провеждат операция за унищожаване на бойците на Ал-Шабаб.
На 19 октомври 2011 г. става известно, че Мари Дедийо, френска гражданка, отвлечена в Кения на 1 октомври от ал-Шабаб, е починала. В отговор на това и други отвличания кенийската армия отново навлиза в Сомалия. Войски напредват в зоната, окупирана от екстремистите на ал-Шабаб в южната част на страната.
На 10 февруари 2012 г. групировката се слива с Ал Кайда, както е обявено по-рано от нейния лидер Айман ал Зауахири.
На 28 септември 2012 г. правителствените сили на Кения и Сомалия превземат град Кисмайо – последният голям населен център, контролиран от ал-Шабаб.
През август 2014 г. започва операция „Индийски океан“, организирана от проправителствените сомалийски сили. На 1 септември американски дрон изстрелва снаряд, който убива лидера на групата Ахмед Абди Годане. Това събитие е приветствано като голяма победа и в очакване на разпръскването на основните сили и разделянето на фракциите, правителството на Сомалия обявява 45-дневна амнистия за умерените бойци на Ал-Шабаб. Наследникът на Годане като лидер на ал-Шабаб е Ахмад Умар.
По-късно Ал-Шабаб намира подкрепа сред кенийските мюсюлмани и сомалийските бежанци в Кения и успява да събере сили за по-нататъшна война в Сомалия, както и да увеличи активността си в Кения.
На 2 април 2015 г. бойци на Ал-Шабаб нападат сграда на университетски колеж в кенийския град Гариса, убивайки 147 души.
Когато етиопските войски се изтеглят от Сомалия през 2016 г., Ал Шабаб става по-активен и частично си възвръща загубената територия. През октомври 2016 г. са окупирани градовете Ал-Али, Махас и Халган в провинция Хираан, както и град Тайеглоу в провинция Бакол.

## Икономика
Важен източник на доходи на Ал Шабаб е дървеният въглен, който се доставя в арабските страни по море.

## Пропаганда
Основната група от населението, към която е насочена пропагандата на групировката, са необразовани и безработни тийнейджъри на възраст 10 – 15 години. Специално внимание се обръща на набирането на жени за извършване на терористични атаки. Използват се широк набор от техники: от директни отвличания и заплахи към родителите на тийнейджъри до проникване в ислямски центрове. През 2009 г. журналистът Амун Абдулахи разкрива схема за набиране на ал Шабаб, действаща от младежки център в Стокхолм. В Сомалия ал-Шабаб заклеймява правителството като „еретици“ и обещава на своите членове богатство и рай след смъртта.
За ефективна пропаганда групата използва различни медии, предимно радиото. Интернет също е ефективен и евтин начин за достигане до по-голяма аудитория. Тъй като интернет става все по-популярен сред младите хора, групата често може да набира нови бойци чрез него, публикувайки съобщения на английски, арабски или сомалийски. Преди да бъде изгонен от Могадишу през 2011 г., ал-Шабаб контролира местната телевизия, чрез която се извършва активна пропаганда за добродетелите и проповядването на групата. Членовете на групата записват пропагандни видеоклипове, които включват както изображения на луксозния живот на техните поддръжници, така и терористични атаки. Международните медии често използват тези видеоклипове, за да илюстрират своите истории, поради което са критикувани. Членовете на ал-Шабаб разпространяват безплатни мобилни телефони, които по-късно използват, за да общуват с нови членове, а също така принуждават тези, които вече са се присъединили към групата, да вербуват свои роднини и приятели.
Един от ефективните методи за пропаганда е музиката, която привлича особено внимание сред тийнейджърите и децата. Членовете на групата пишат музика в западен стил, вмъквайки в нея заглавия, призоваващи към джихад и присъединяване към „бунтовническите сили“. По данни от 2010 г. 8 от 10 войници в бунтовническите сили са непълнолетни. През 2014 г. ал-Шабаб забранява кабелните и мобилни интернет услуги, с изключение на определени интернет кафенета. Доставчиците обещават да спрат услугите си в рамките на 15 дни поради заплахата от насилие.